# Bataille de l'Arar
Pour les articles homonymes, voir Arar (homonymie).
Guerre des Gaules
Batailles
- Magetobriga (60)
- Arar (58)
- Cavillonum (58)
- Bibracte (58)
- Ochsenfeld (58)
- L'Aisne (57)
- Le Sabis (57)
- Octodure (57)
- Morbihan (navale) (56)
- Vernix (56)
- Expéditions en Bretagne (55 et 54)
- Aduatuca (54)
- Avaricum (52)
- Gergovie (52)
- Lutèce (52)
- Alésia (52)
- Uxellodunum (51)

La bataille de l'Arar se déroule pendant la guerre des Gaules en 58 av. J.-C. Dans ce premier affrontement, les Romains attaquent l'arrière-garde des Helvètes lorsqu'ils traversent la rivière de l'Arar, aujourd'hui la Saône. César se met comme vainqueur de cet affrontement, tandis que Plutarque attribue cette action à Titus Labienus.

## La bataille

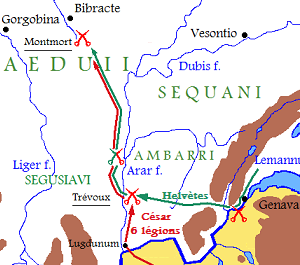
Campagne de César contre les Helvètes en 58 av. J.-C.

En –58, après avoir traversé le pays des Séquanes, les Helvètes gagnent les terres des Éduens. Les Tigurins, un des quatre peuples helvètes, traversent la Saône sur des barques et des radeaux, lorsqu’ils sont surpris par les troupes romaines. Le combat se serait engagé soit entre Villefranche-sur-Saône et Trévoux, soit à Mâcon.
César dispose alors sous ses ordres de trois légions romaines, soit théoriquement 18 000 hommes, d’une cavalerie de 4 000 hommes et de troupes éduennes alliées. Concernant les Helvètes, César indique dans ses commentaires qu’il s’agit de Tigurins, qui forment l’un des quatre peuples helvètes.
Si Plutarque met la victoire sur les Tigurins sur l'Arar au compte de Titus Labienus, Jules César s'en attribue le mérite dans ses Commentaires sur la Guerre des Gaules. 
À minuit environ, César sort de son camp avec ses trois légions et attaque les Celtes sur leurs arrières. Les trois quarts de ces derniers avaient déjà franchi la Saône avant l’attaque, mais les Tigurins qui n’avaient pas encore traversé sont mis en déroute. Les survivants trouvent refuge dans les bois et les forêts environnants.